# Asam-Schlössl

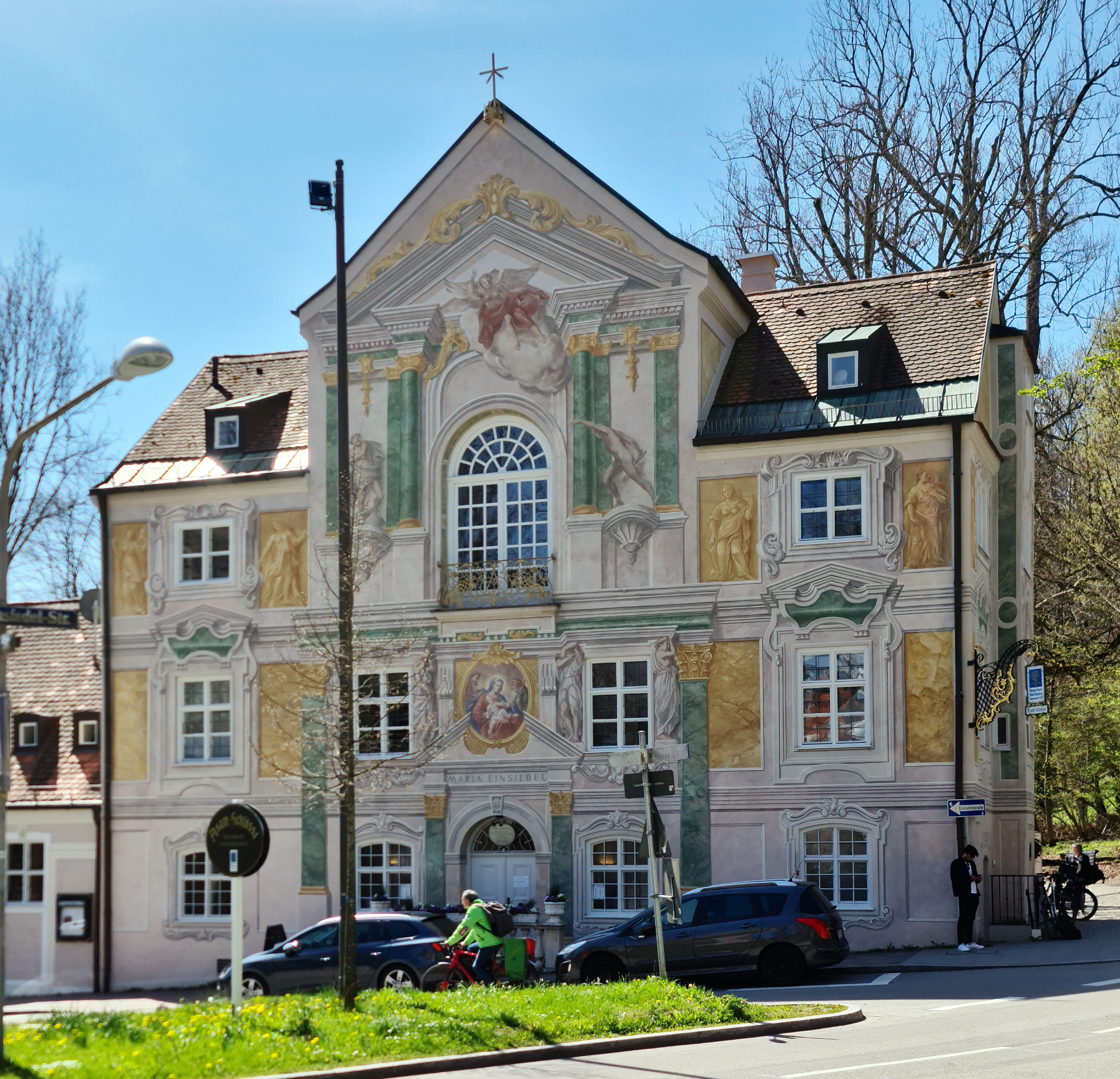
vooraanzicht

Het Asam-Schlössl is een 18e-eeuws woonhuis in Beieren, en de voormalige woning van Cosmas Damian Asam.
Het kleine kasteel is zeer gekend voor zijn fraaie rococo fresco's en versieringen in Lüftlmalerei. Het werd aangekocht door Augustiner-Bräu, en is anno 2024 beschermd als monument en vrij te bezoeken.